# 라싸 공가 공항
라싸 공가 공항(중국어: 拉萨贡嘎机场, 영어: Lhasa Gonggar Airport, IATA: LXA, ICAO: ZULS)은 중화인민공화국 티베트 자치구 산난 지구에 있는 공항이다. 단순히 라싸 공항 또는 소재지의 티베트 명을 따서 공가 공항이라고 하기도 한다. 라싸 시에서 남서쪽으로 45km 떨어진 곳에 위치한다.

## 개요
라싸 공가 공항으로 이름이 붙어 있지만, 라싸 시까지의 거리는 100km 정도로 비교적 먼 편이다. 전용 도로가 정비되고 있어도 시내에 가려면 1 시간 30분 정도가 소요되었는데, 2005년에 우회 도로를 완성하여, 거리가 40km 이상 단축되었다.

## 연혁
- 1956년 당웅에 티베트 첫 공항이 개항.
- 1965년 3월 1일 민항 라사 공항으로서 개항해, 베이징-청두-라싸 노선이 취항.
- 1983년 보잉 707이 정기 취항.
- 1992년 보잉 757이 정기 취항.
- 1993년 대규모 확장 공사를 실시해 보잉 747 등의 대형 여객기도 이착륙 가능.
- 1998년 A340이 정기 취항.
- 2001년 5월 22일 제10차 5개년 계획(2001년부터 2005년)으로, 3억 위엔을 걸쳐 확장 공사를 시작.
- 2004년 1월 1일 확장 공사가 완료해, 운용을 시작.
- 2005년 라싸강, 산맥, 야르트포강을 관통하는 2개의 다리와 터널(총연장 10 km)이 완성.

## 운항 노선

### 국내선
| 항공사       | 목적지                                                                                                   |
| ------------ | --- |
| 티베트 항공  | 베이징, 창사, 청두, 충칭, 구이양, 항저우, 쿤밍, 난징, 아리, 린즈, 창두, 상하이(훙차오), 선전, 시닝, 이빈 |
| 중국동방항공 | 디칭, 쿤밍, 상하이(푸둥), 시안                                                                           |
| 중국국제항공 | 베이징, 청두, 충칭, 창두                                                                                 |
| 중국남방항공 | 광저우, 청두, 충칭                                                                                       |
| 쓰촨항공     | 청두, 충칭                                                                                               |
| 하이난항공   | 시안, 란저우                                                                                             |
| 선전항공     | 청두 |

### 국제선
| 항공사       | 목적지                |
| ------------ | --------------------- |
| 중국국제항공 | 카트만두 계절편: 홍콩 |
| 쓰촨 항공    | 카트만두              |